# 梅日里奇卡 (戈洛瓦尼夫西克區)
48°24′13″N 30°29′15″E / 48.40361°N 30.48750°E
梅日里奇卡（烏克蘭語：Межирічка）是烏克蘭中部的村莊，隸屬基洛夫格勒州的霍洛瓦尼夫斯克區。該村始建於1763年，面積3.52平方公里，海拔高度159米，2001年人口1,381，人口密度每平方公里392.2人。